# Raffinerie de Collombey

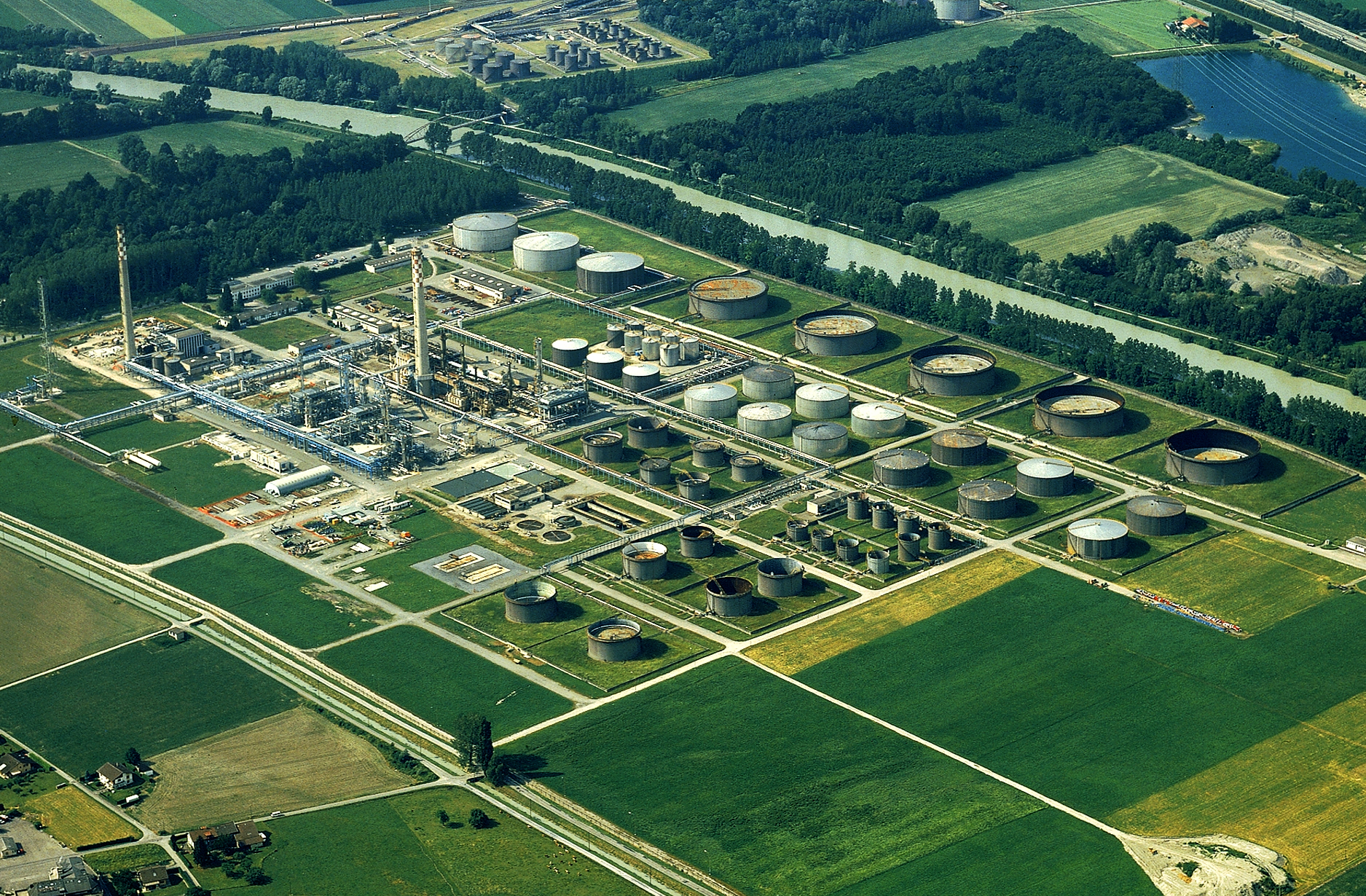
La raffinerie de Collombey en 1996.

La raffinerie de Collombey est une ancienne raffinerie de pétrole située sur le territoire de la commune de Collombey-Muraz, dans le canton du Valais, en Suisse. La centrale est construite par la société énergétique italienne Eni, a fonctionné de 1963 à 2015 et appartenait à sa fermeture au groupe Tamoil.
Le pétrole brut est livré depuis le port de Gênes à travers l'oléoduc du Rhône, une pipeline qui traverse les Alpes. Les produits finis sont ensuite livrés par train et par camion-citerne. La station de chargement, sur l'autre rive du Rhône dans le canton de Vaud, a une capacité d'environ 150 wagons et 200 camions-citerne par jour.
Les produits fournis par la raffinerie comprenaient de l'essence sans plomb 95 et 98, du kérosène, du gazole, du fioul extra-léger, du fioul lourd et du gaz liquide. En outre, la raffinerie a fourni les combustibles alimentant la centrale thermique de Vouvry.

## Géographie

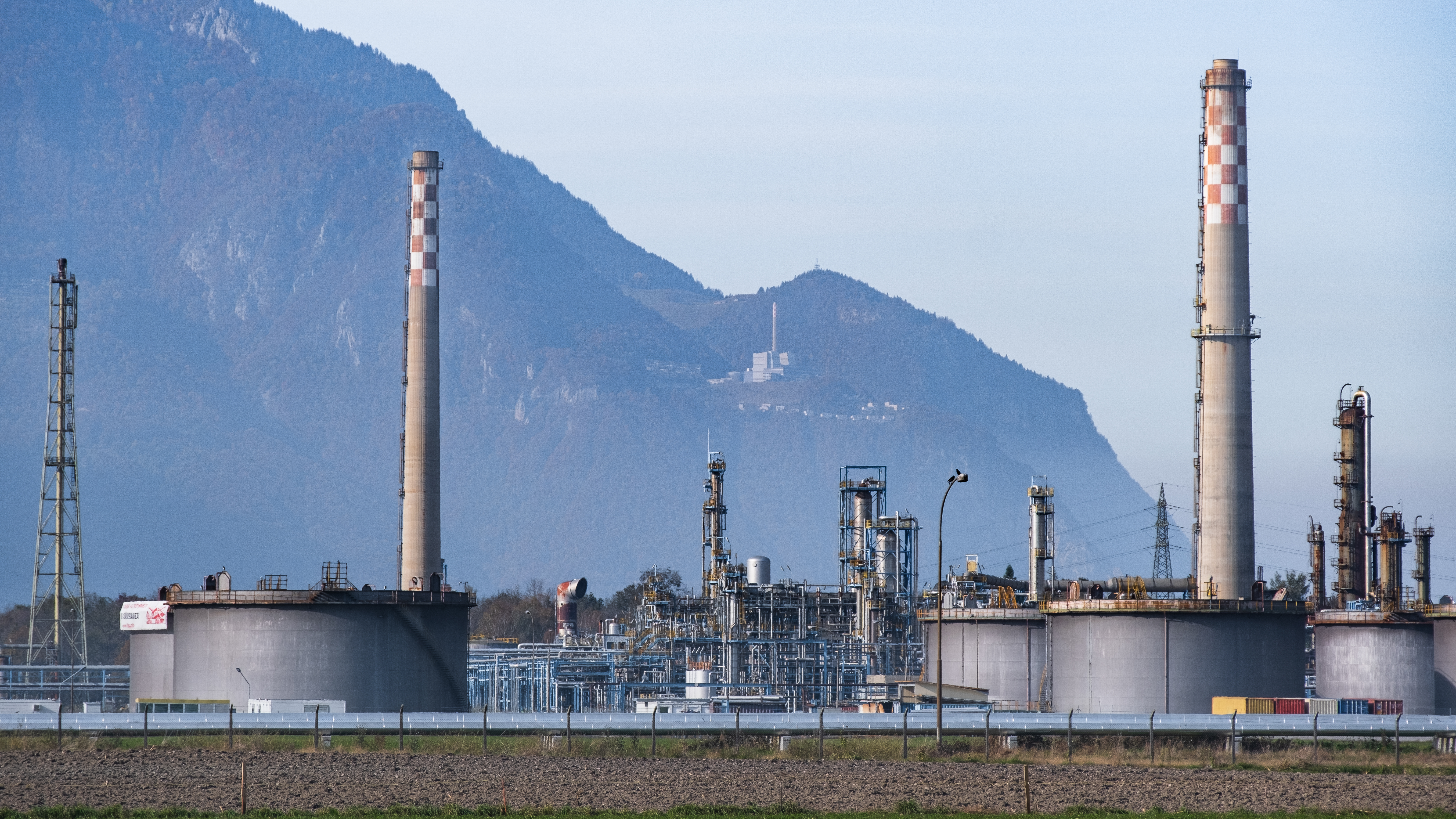
La raffinerie de Collombey en 2021 avec, en arrière plan, la centrale thermique de Vouvry.

La raffinerie est située au sud-est du Léman dans le Chablais sur la commune de Collombey-Muraz (canton du Valais), à environ 100 kilomètres de Genève. Les unités de traitement et de production d'électricité sont situées sur la rive gauche du Rhône et la station de chargement est sur la rive droite. Des unités de traitement et de production d'énergie s'étendent sur 80 hectares de zone industrielle sur la commune de Collombey. Un pont-oléoduc traverse le Rhône. Les groupes de cuves de stockage sont de part et d'autre du Rhône.
La station de chargement est sur un terrain de 50 hectares sur la commune d'Aigle dans le canton de Vaud. Les voies disponibles sont la ligne de chemin de fer du Simplon et une route traversant le Grand Canal sur le pont des Raffineries et passant sous l'autoroute A9 au sud d'Aigle. Deux entrées d'autoroute sont disponibles à proximité. Dans la station de chargement, il y avait 8 stations de recharge pour camions, trois stations de recharge pour wagon-citerne et une station de recharge pour le gaz. Le réseau ferroviaire de l'usine a des voies d'une longueur de 8 kilomètres.
La capacité totale de stockage de la raffinerie et de la station de chargement est de 760 000 m3 pour 90 réservoirs, qui sont reliés par un réseau de canalisations à deux stations de pompage dans la raffinerie et à une station de pompage de chargement dans la gare.

## Histoire

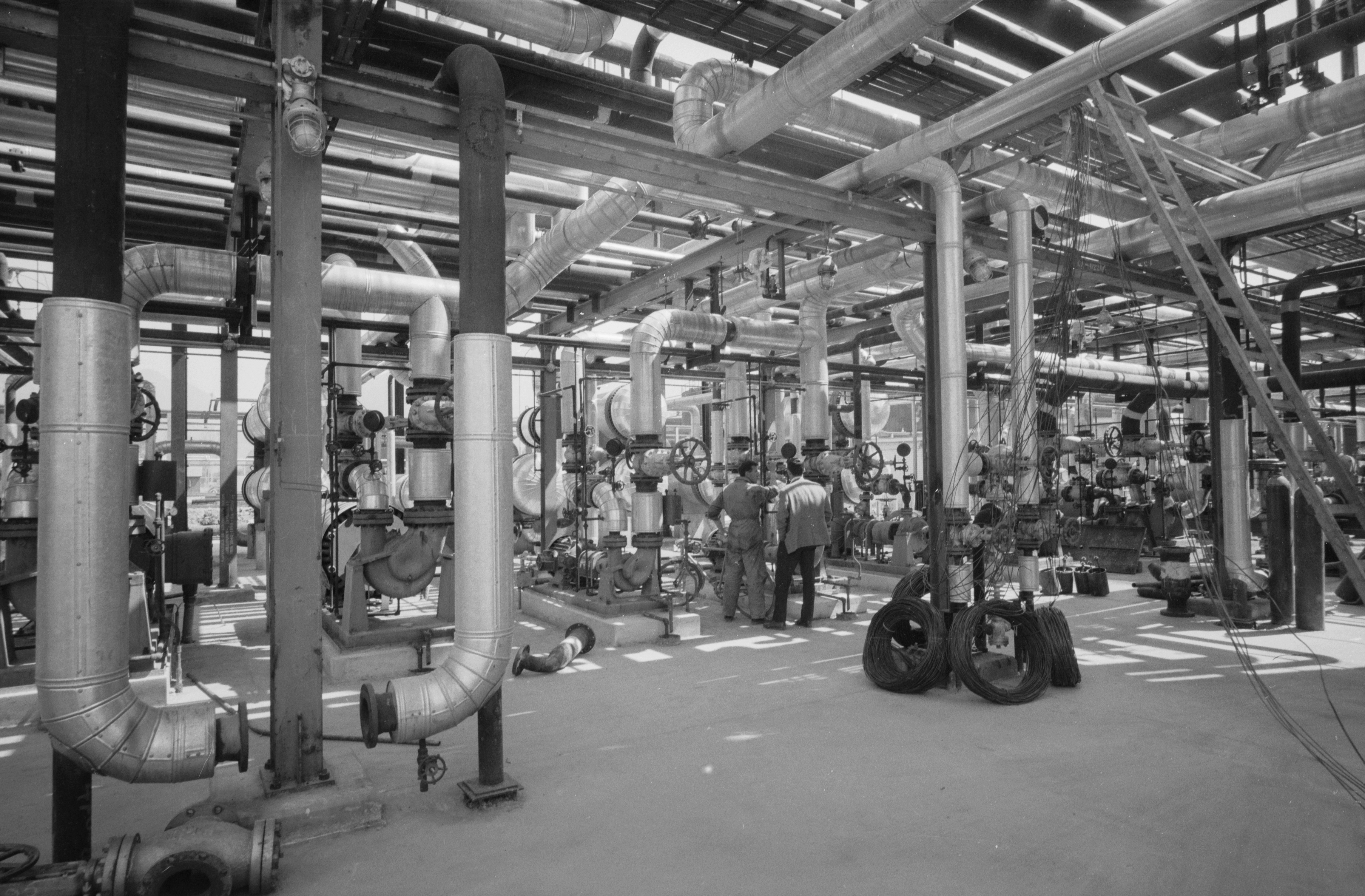
La raffinerie de Collombey en construction en 1963.

En 1990, la raffinerie est reprise par Tamoil, une société du groupe Oilinvest contrôlée par la Libye. Selon la société, plus de 700 millions de francs suisses sont investis pour moderniser les installations.
En 2004, une usine de craquage catalytique est mise en service. Elle permet de transformer les distillats sous vide en produits légers de haute qualité tels que l'essence et le mazout (extra léger).
Fin mars 2015, la raffinerie de Collombey cesse ses activités. Les négociations avec d'éventuels acheteurs de l'usine n'aboutissent à un accord d'achat qu'en 2018. En mai 2019, il est annoncé que la raffinerie serait définitivement fermée et qu'elle devrait être démantelée à partir de 2020. Tamoil souhaite conserver le site industriel.
Début août 2021, les travaux de démolition de la raffinerie ont débuté avec le démantèlement du premier des 54 réservoirs d'huile du parc de stockage sur le Rhône. L'entreprise de démolition est E. Flückiger et les travaux dureront jusqu'à l'automne 2022 selon le calendrier Tamoil Suisse,.

## Protection environnementale
Au début du 21e siècle, plusieurs incidents techniques sont survenus sur le site de la raffinerie. Le canton du Valais a examiné l'impact sur l'environnement. Entre le 12 et le 14 novembre 2008, 151 000 litres d'essence s'écoulent dans la nature depuis la raffinerie. Des litres d'essence se sont déversés dans le Rhône et ont pollué les nappes phréatiques environnantes. À cet égard, le canton de Vaud a porté plainte contre Tamoil. Les autorités vaudoises et valaisannes ont également dénoncé l'obsolescence des dispositifs de protection.

## Employés
La raffinerie avait un effectif de plus de 224 personnes. Elle était également un client important de services et de matériaux dans la région et a ainsi créé des emplois supplémentaires.